# بانک تجاری بین‌المللی مصر
بانک تجاری بین‌المللی مصر (انگلیسی: Commercial International Bank) بزرگترین شرکت خدمات مالی و بانکداری مصری است، که بخش عمده فعالیت‌های آن، بر ارائه خدمات بانکداری خرد، مدیریت سرمایه‌گذاری، مدیریت دارایی، بانکداری سرمایه‌گذاری و بانکداری اختصاصی متمرکز می‌باشد.
بانک تجاری بین‌المللی مصر در سال ۱۹۷۵ از مشارکت بانک ملی مصر و بانک چیس منهتن تأسیس شد. این بانک در سال ۲۰۱۰ با دارایی بیش از ۱۶٫۴ میلیارد دلار، در فهرست فوربز جهانی ۲۰۰۰ در رتبه ۱۵۱۲ از بزرگترین شرکت‌های جهان قرار گرفت. شعبه مرکزی بانک تجاری بین‌المللی در شهر قاهره قرار دارد و بخشی از سهام آن در بازار بورس اوراق بهادار قاهره و الکساندریا معامله می‌شود.